# Rezerwat przyrody Nachal Tawor
Rezerwat przyrody Nachal Tawor (hebr. נחל תבור שמורת, Szemurat Nachal Tawor) – rezerwat przyrody chroniący obszar wadi strumienia Nachal Tawor pomiędzy Wyżyną Jissachar i Wyżyną Sirin na północy Izraela.

## Położenie
Rezerwat przyrody jest położony we wschodniej części Dolnej Galilei, na północy Izraela. Obszar chroniony obejmuje rejon bazaltowego kanionu, którego dnem płynie strumień Nachal Tawor. To głębokie wadi wcina się pomiędzy Wyżynę Jissachar i Wyżynę Sirin, umożliwiając strumieniowi Tawor spłynięcie do depresji Doliny Jordanu.

## Rezerwat przyrody
W 1974 roku dla ochrony różnorodnego krajobrazu wadi strumienia Tawor utworzono rezerwat przyrody. Obejmuje on obszar wadi od moszawu Kefar Kisch do Doliny Jordanu. Na wysokości kibucu Gazit strumień przepływa przez głęboki bazaltowy kanion, w którym tworzy małe wodospady. Z flory można tu oglądać: tamaryszki, wierzby, pistacje, łubin, cyklameny perskie, zawilce, szczypiorek i zapaliczka cuchnąca. Z fauny w rezerwacie żyją: jelenie, gazele, wróble śródziemnomorskie, kuropatwy alectoris, żółwie, żaby i wiele gatunków owadów.

## Turystyka
Na terenie rezerwatu wytyczono piesze szlaki turystyczne. Stopień trudności szlaków średni. Na przejście całej trasy turystycznej potrzeba około pół dnia. Aby uniknąć zniszczenia unikalnego krajobrazu wytyczono w rezerwacie tylko kilka dróg, które są dostępne dla samochodów terenowych. Trasa ta ma długość około 7 km i wymaga od kierowców średniego doświadczenia. Początek trasy znajduje się przy kibucu Gazit. W pobliżu znajduje się Park Narodowy Belvoir.

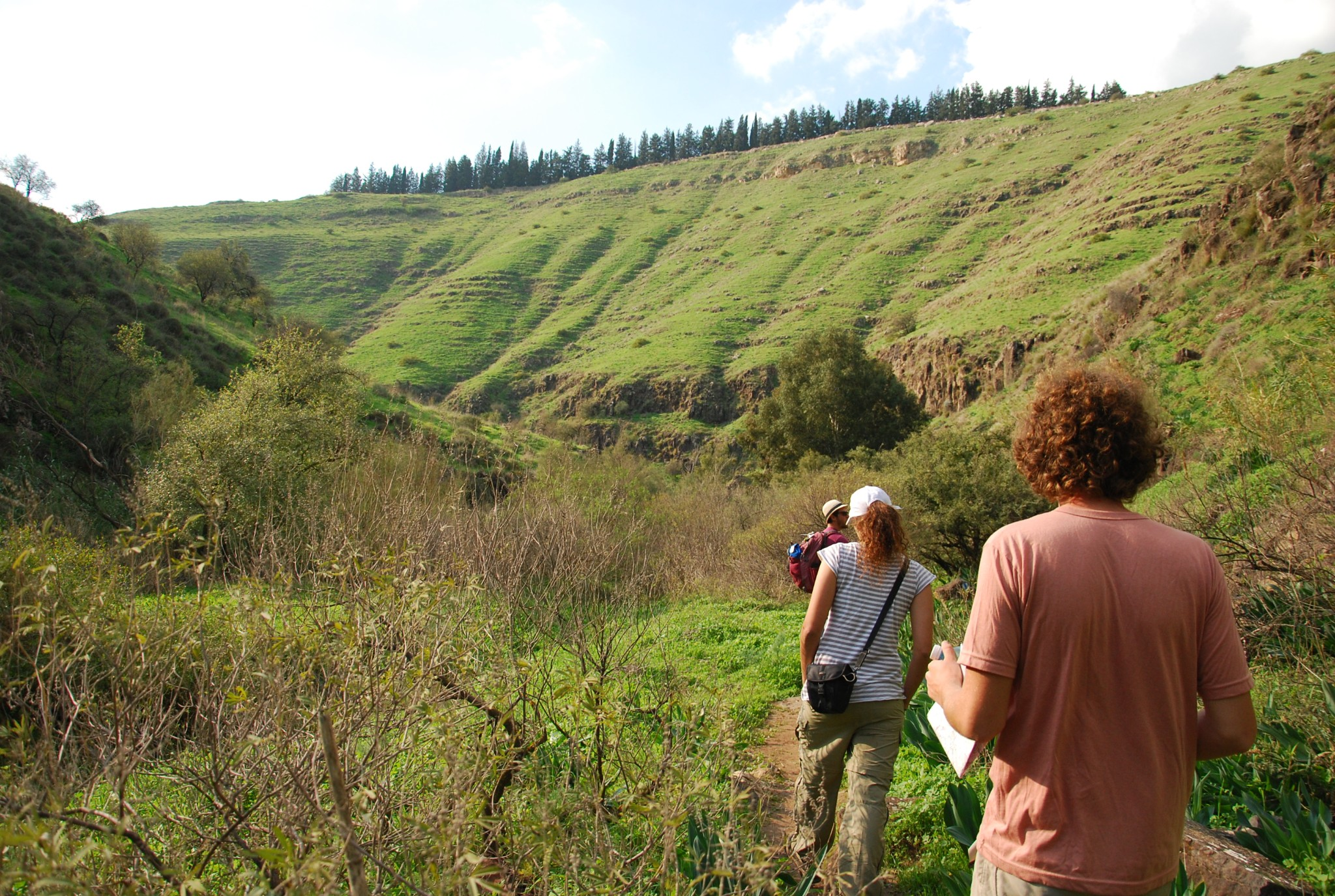
Rezerwat przyrody strumienia Nachal Tawor